# Palazzo della Cultura e della Scienza
Il Palazzo della Cultura e della Scienza (Pałac Kultury i Nauki in polacco, abbreviato in PKiN) si trova nel centro di Varsavia, in Polonia, è alto 237 metri e ha 42 piani. Per diversi decenni è stato il secondo edificio più alto d'Europa, attualmente si trova al venticinquesimo posto nella medesima classifica.
Al suo interno si trovano musei, sale congressi, teatri, cinematografi e uffici. I primi piani hanno ambienti poco spaziosi, a causa dello spazio occupato dagli imponenti muri portanti.

## Storia
Il palazzo fu donato alla Polonia dall'Unione Sovietica e venne progettato da Lev Vladimirovič Rudnev come replica dell'edificio principale dell'Università Lomonosov (anch'esso un progetto di Rudnev). La sua costruzione iniziò nel 1952 e venne terminata nel 1955; fu realizzata da circa 3500 lavoratori provenienti in gran parte dall'Unione Sovietica, 16 dei quali morirono durante i lavori. È anche detto Palazzo di Stalin: fu costruito infatti per suo volere come regalo alla città di Varsavia  e portava ufficialmente il suo nome in effetto della delibera del Consiglio dello Stato e del Consiglio dei Ministri della Repubblica Popolare Polacca del 7 marzo 1953 (due giorni dopo la morte del dittatore sovietico).
Dopo la caduta del comunismo nel 1989 c'è stato un dibattito per valutare la demolizione dell'edificio, ma la giunta comunale ha deciso di salvare il palazzo. Dal febbraio del 2007, l'edificio fa parte del registro dei beni tutelati, ponendo di fatto fine al dibattito sulla sua demolizione (anche se ipotizzata ancora nel 2009 dall'allora ministro degli esteri Radosław Sikorski e nel 2018 dal primo ministro Mateusz Morawiecki).
È stato l'edificio più alto di tutta la Polonia fino al 2022, quando ha perso tale titolo in favore della Torre Varso, attualmente l'edificio più alto dell'Unione europea. Dal 1940 al 1942 la zona era all'interno del ghetto, dove sorgevano una serie di strade e vicoli ora scomparsi.